# Храм Часног Крста у Дамаску
Храм Часног Крста (арап. كنيسة الصليب المقدس), — православни храм у Дамаску (Сирија).
Патријарх српски Иринеј и Патријарх антиохијски и свега Истока Јован X служили Свету Патријарашку Литургију у недељу 2. јуна 2019.